# Don Salvatore - L'ultimo siciliano
Don Salvatore - L'ultimo siciliano, anche noto come Il siciliano, è un film pornografico del 1995 diretto da Joe D'Amato.

## Produzione
Il film fa parte di una serie di pellicole pornografiche che trattano vicende note. Qui viene ripercorsa, in chiave hard, la vita del bandito "Robin Hood" Salvatore Giuliano.